# 三峽炭礦A0型蒸汽機車
三峽炭礦A0型蒸汽機車是服役於台北縣三峽鎮（今新北市三峽區）三峽炭礦的蒸汽機車。昭和十七年（1942年）3月由台灣鐵工所（戰後改為台灣機械公司，2002年3月1日解散）製造，製造番號為11號。車軸配置為「0-6-0」，重5吨，軌距610mm（俗稱「三分仔車」），屬水櫃式蒸汽機車。

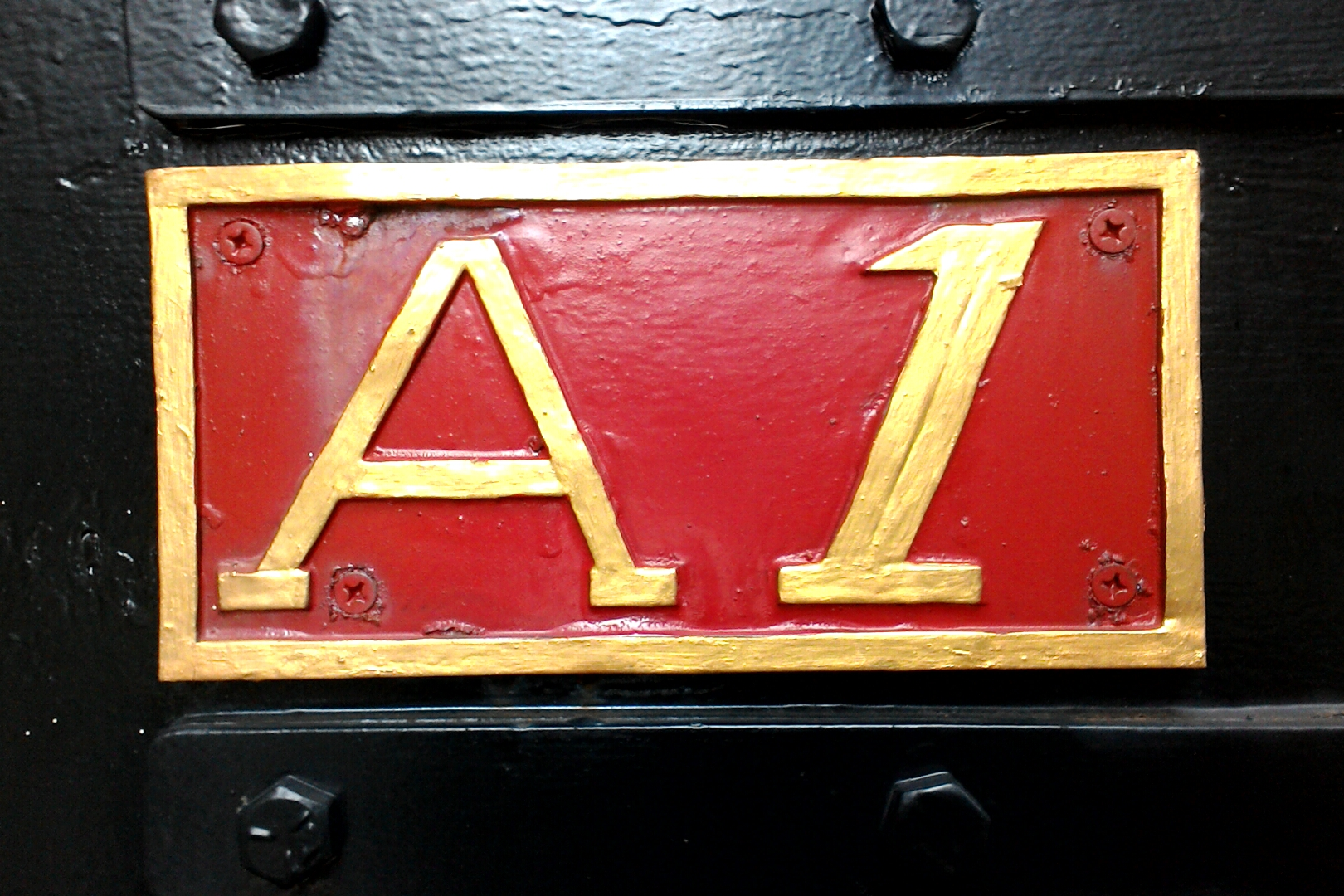
車牌

三峽炭礦位於新北市三峽區金圳里，經營人為林開郡、林先達父子，於大正六年（1917年）開工，是日治時期台灣八大礦場之一。當時該蒸汽機車被編為「A1」號。1986年炭礦停止開採，機車被棄置於荒煙蔓草中。直到1995年10月台北縣三峽鎮拓寬文化路，意外於草叢中挖出兩輛同型機車。其中A1號由原業主林繼成轉交於徐安讚保存，經過工程師林永仁整修後，陳列於新北市中和區德光路綠大郡社區內。同時出土的A2號機車被送至台南市新營區新聯興鐵木工廠進行整修。

## 圖片集

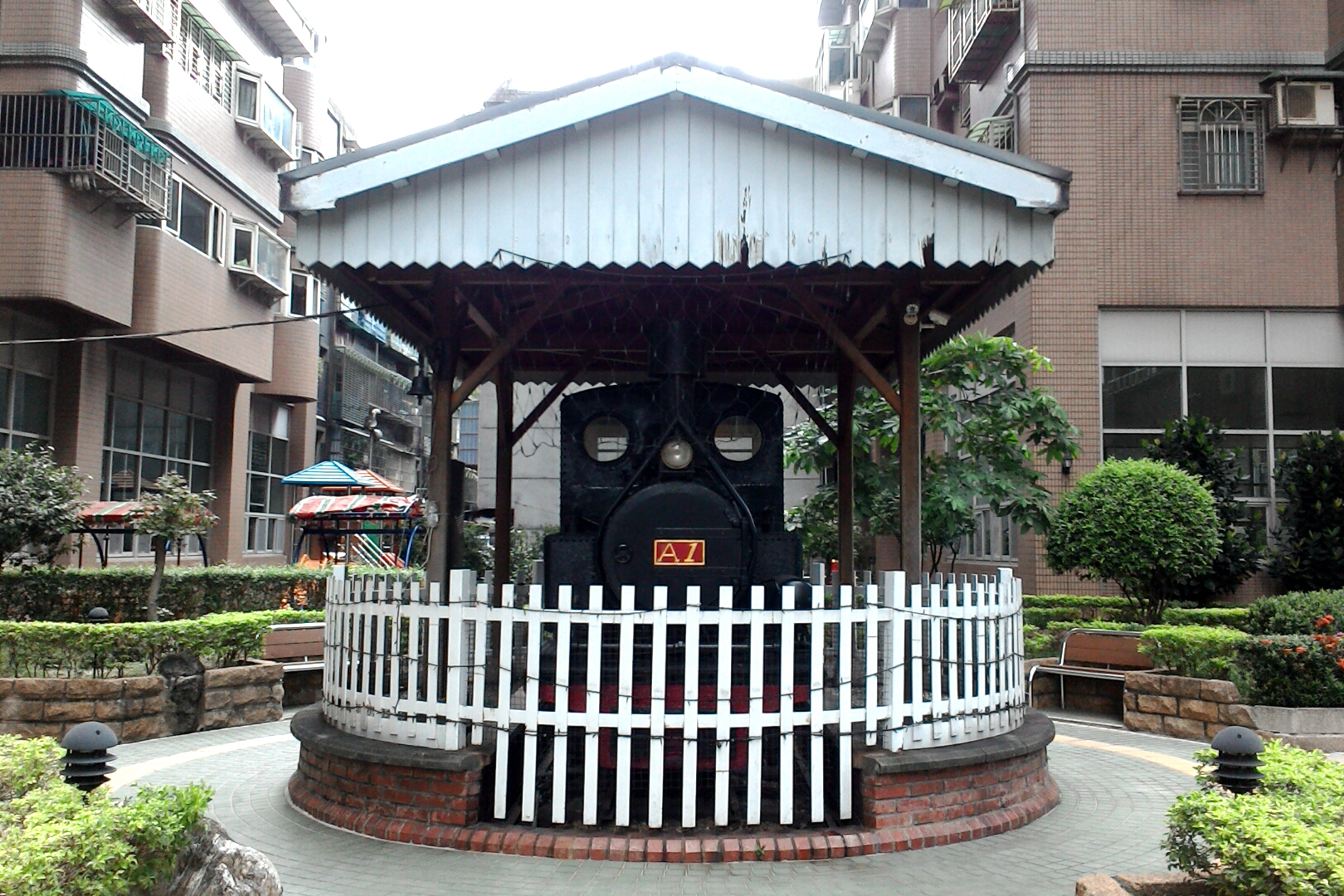
正面。
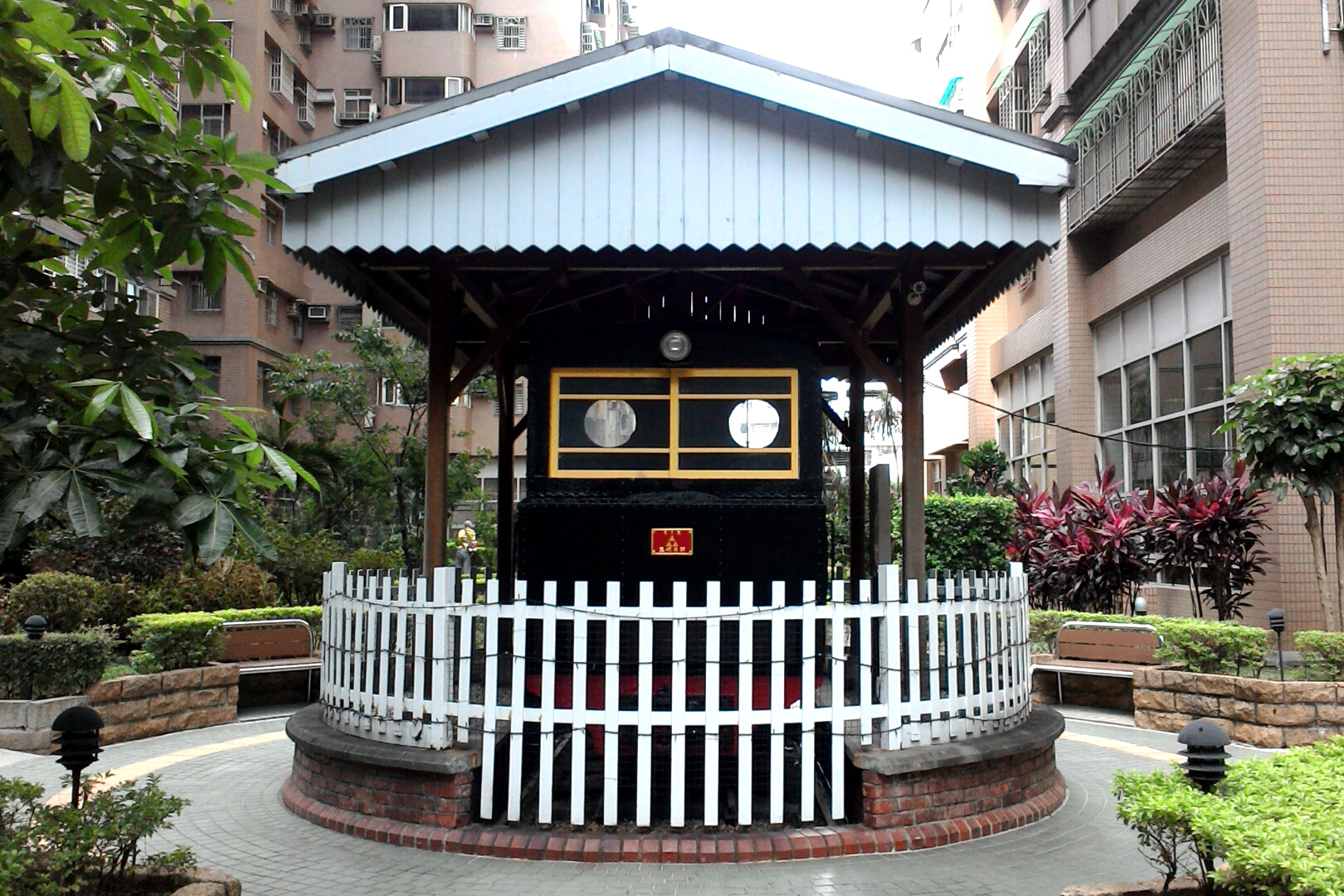
背面。
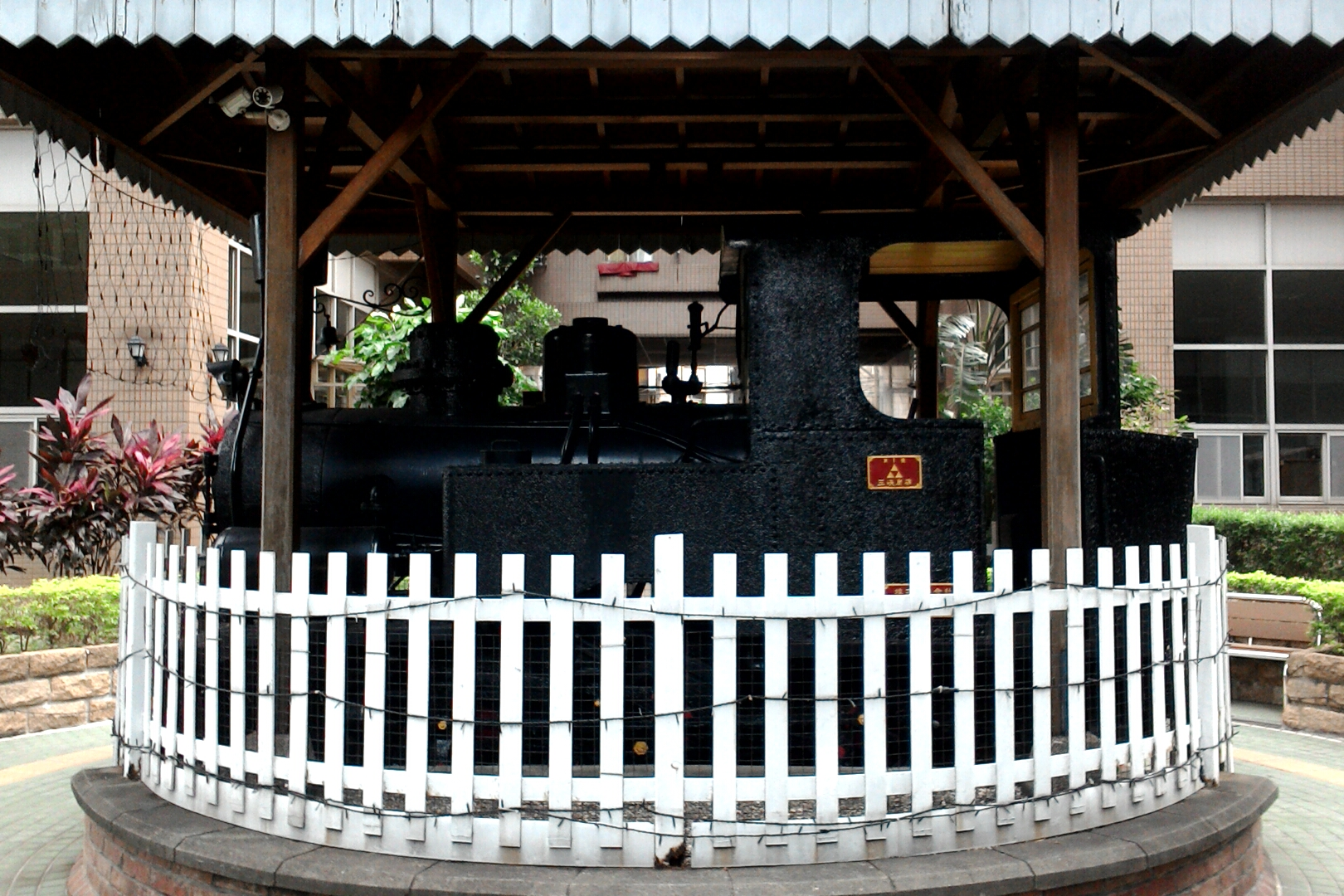
左側。
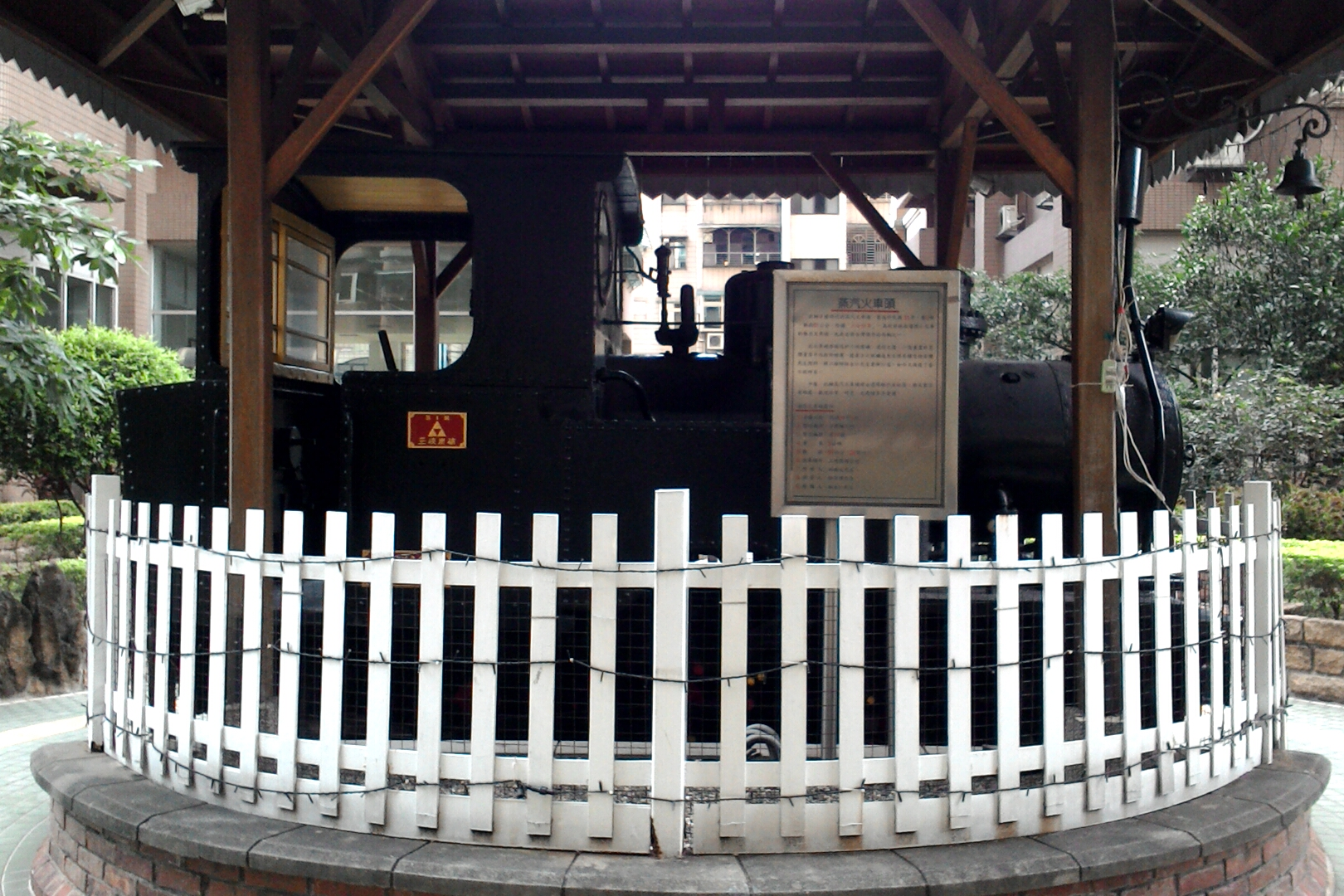
右側。

## 附註
1. ↑  其中「A」代表該機車具有一對動輪。
2. ↑  綠大郡社區同時也收藏農具與灶等生活器具。